# Pseudoxyrhophiidae
Pseudoxyrhophiidae zijn een familie van slangen uit de superfamilie Elapoidea.

## Naam en indeling
De wetenschappelijke naam van de groep werd voor het eerst voorgesteld door Herndon G. Dowling in 1975. De groep wordt vertegenwoordigd door 90 soorten in 22 geslachten, zeven geslachten zijn monotypisch en worden slechts vertegenwoordigd door een enkele soort.
De Pseudoxyrhophiidae werden lange tijd beschouwd als een onderfamilie van de familie Lamprophiidae en in veel literatuur wordt deze verouderde situatie nog vermeld.

## Verspreiding en habitat
De soorten komen voor in grote delen van Afrika en met name zuidelijk Afrika. Veruit de meeste soorten komen endemisch voor op het ten oosten van Afrika gelegen eiland Madagaskar. Veel soorten leven in regenwouden en graslanden maar ook in drogere omgevingen zoals savannen en scrublands zijn veel soorten te vinden.

## Geslachten
De familie omvat de volgende geslachten, met de auteur en het verspreidingsgebied.
| Naam            | Auteur                    | Soorten | Verspreidingsgebied |
| --------------- | ------------------------- | ------- | --- |
| Alluaudina      | Mocquard, 1894            | 2       | Afrika; Madagaskar, Nosy Be |
| Amplorhinus     | Schmidt, 1847             | 1       | Afrika; Zuid-Afrika, Zimbabwe en Mozambique                                                                                                 |
| Brygophis       | Domergue, 1988            | 1       | Afrika; Madagaskar |
| Compsophis      | Mocquard, 1894            | 7       | Afrika; Madagaskar |
| Ditypophis      | Günther, 1881             | 1       | Midden-Oosten; Jemen |
| Dromicodryas    | Boulenger, 1893           | 2       | Afrika; Madagaskar |
| Duberria        | Fitzinger, 1826           | 4       | Afrika; Zuid-Afrika, Swaziland, Zimbabwe, Mozambique, Tanzania, Kenia, Ethiopië, Oeganda, Rwanda, Burundi, Congo-Kinshasa, Zambia en Malawi |
| Elapotinus      | Jan, 1862                 | 1       | Afrika; Madagaskar |
| Heteroliodon    | Boettger, 1913            | 3       | Afrika; Madagaskar |
| Ithycyphus      | Günther, 1873             | 5       | Afrika; Madagaskar |
| Langaha         | Bonnaterre, 1790          | 3       | Afrika; Madagaskar |
| Leioheterodon   | Boulenger, 1893           | 3       | Afrika; Madagaskar |
| Liophidium      | Boulenger, 1896           | 10      | Afrika; Madagaskar, Nosy Be, de Comoren en de Mascarenen                                                                                    |
| Liopholidophis  | Mocquard, 1904            | 8       | Afrika; Madagaskar |
| Lycodryas       | Günther, 1879             | 10      | Afrika; Madagaskar |
| Madagascarophis | Mertens, 1952             | 5       | Afrika; Madagaskar |
| Micropisthodon  | Mocquard, 1894            | 1       | Afrika; Madagaskar |
| Pararhadinaea   | Boettger, 1898            | 1       | Afrika; Madagaskar |
| Parastenophis   | Günther, 1880             | 1       | Afrika; Madagaskar |
| Phisalixella    | Nagy, Glaw & Vences, 2010 | 4       | Afrika; Madagaskar |
| Pseudoxyrhopus  | Günther, 1881             | 11      | Afrika; Madagaskar |
| Thamnosophis    | Jan, 1863                 | 6       | Afrika; Madagaskar |